# NGC 1360
NGC 1360 is een planetaire nevel in het sterrenbeeld Oven. Het hemelobject werd op 12 januari 1868 ontdekt door de Duitse astronoom Friedrich August Theodor Winnecke. NGC 1360 kreeg de bijnaam Robin's Egg (ei van de Roodborstlijster), omdat het er qua kleur en vorm sterk op lijkt.

## Synoniemen
- PK 220-53.1
- ESO 482-PN7
- AM 0331-260